# کیت کارسون
کیت "کریستوفر" هوستون کارسون (انگلیسی: Kit Carson؛ ۲۴ دسامبر ۱۸۰۹ – ۲۳ مهٔ ۱۸۶۸) یک فرد نظامی اهل ایالات متحده آمریکا بود.